# Corey Graves
Matthew Polinsky (* 24. Februar 1984 in Pittsburgh, Pennsylvania) ist ein US-amerikanischer Sportmoderator und ehemaliger Wrestler. Er ist besser bekannt unter seinem Ringnamen Corey Graves. Derzeit moderiert er die beiden Hauptshows der WWE, WWE Raw und WWE SmackDown. Während seiner aktiven Ringzeit war er NXT Tag Team Champion und FCW Florida Tag Team Champion. Er ist auch unter seinem Ringnamen Sterling James Keenan bekannt, den er während seiner Independent-Zeit trug.

## Leben

### Wrestlingkarriere
Matthew Polinsky wuchs als Sohn eines ungarischen Paares in Pittsburgh, Pennsylvania auf. Auf dem College studierte er Marketing.
Seine Wrestlingkarriere begann er am 22. März 2000. Seinen ersten Ringnamen Sterling James Keenan wählte er als Tribut an den American-Football-Spieler Sterling Sharpe und Maynard James Keenan von der Band Tool. Keenan trat unter anderem für Dory Funk, Jr.s Promotion Funkin’ Conservatory an, wo er unter anderem gegen Paul London antrat. 2002 gewann er zusammen mit Chris Cage den Tag-Team-Titel der Promotion.
Anschließend trat er in diversen Independent-Ligen an, unter anderem für Independent Wrestling Association Mid-South, Cleveland All-Pro Wrestling und Full Throttle Wrestling. Am 26. April 2002 durfte er bei NWA East / Pro Wrestling Express den Tag-Team-Gürtel zusammen mit Mad Mike gewinnen. Weitere Titel hielt er in der Promotion Union of Independent Professional Wrestlers. Außerdem war er regelmäßiger Gast bei Ring of Honor (ROH)
2002 schloss er sich dem International Wrestling Cartel (IWC) an, für die er bis 2007 tätig war. Dort wurde er IWC HeavyWeight Champion und IWC Super Indy Champion. Außerdem durfte er unter anderem Kämpfe gegen CM Punk und AJ Styles bestreiten. 2006 trat er erstmals für die britische Promotion 1 Pro Wrestling auf, wo er unter anderem gegen D'Lo Brown, Sabu, Raven, Doug Williams und Ulf Herman antreten durfte. Häufiger Partner war Abyss. Den Heavyweight Championship der Promotion hielt er 554 Tage, womit er den Rekord der mittlerweile geschlossenen Promotion hält.
Bereits 2006 trat er in einigen Dark Matches und als Jobber für World Wrestling Entertainment an. 2011 unterschrieb Polinsky schließlich einen Development-Vertrag bei Florida Championship Wrestling (FCW) und nahm den Ringnamen Corey Graves an. Sein Debüt hatte er am 25. September 2011, als er gegen Erick Rowan verlor. Er durfte 2012 den FCW Florida Tag Team Championship zusammen mit Jake Carter halten. Nach dem Rebranding als WWE NXT trat er vermehrt als Einzelwrestler an. Fehden hatte er unter anderem gegen Seth Rollins und dessen Vereinigung The Shield sowie gegen The Wyatt Family um Bray Wyatt. Mit Neville zusammen hielt er die NXT Tag Team Championship. Als das Tag-Team zerbrach hatte er eine Fehde mit Neville, bei der er sich eine Gehirnerschütterung zuzog und pausieren musste. Während einer Fehde gegen Sami Zayn im Januar 2014 erlitt er eine zweite Gehirnerschütterung, die seine aktive Wrestlingkarriere bis auf Weiteres beendete.

### Als Moderator
Am 11. Dezember 2014 erklärte er bei der Pre-Show zum Pay-per-View NXT TakeOver: R Evolution seinen endgültigen Rücktritt vom aktiven Wrestling. Stattdessen wurde die Veranstaltung sein Debüt als Moderator.
Triple H bot ihm einen Zwei-Jahres-Vertrag als Moderator an. Er gehörte neben WWE NXT zum Pre-Show-Panel von WWE Raw und betreute die WWE-Network-Serie WWE Culture Shock, Ein Highlight des ersten Jahres war die Berichterstattung über die BronyCon, eine Veranstaltung aus der Fanszene um My Little Pony – Freundschaft ist Magie, die sich selbst den Namen Brony gab.
2016 wechselte er ins Hauptkommentatorenteam von WWE Raw, dem er seitdem angehört.  Seit dem 29. November moderiert er außerdem die Cruiserweight-Show 205 Live. Seit dem 24. September 2017 ist er außerdem Moderator von WWE SmackDown, wo er JBL ersetzt. Am 8. November 2021 gewann er den WWE 24/7 Championship, hierfür besiegte er Drake Maverick. Den Titel verlor er jedoch wenige Sekunden später an Byron Saxton.

## Privatleben
Polinsky ist mit Carmella zusammen und hat drei Kinder. Sein jüngerer Bruder Sam Adonis ist ebenfalls Wrestler und tritt für die mexikanische Promotion Consejo Mundial de Lucha Libre (CMLL) an.
Polinsky ist gelernter Piercer und hat in mehreren Tattoo- und Piercing-Studios in Pennsylvania gearbeitet.
Polinsky wohnt derzeit in Connecticut, ist aber stolz darauf einen Großteil seines Lebens in Pittsburgh verbracht zu haben. Er erwähnt dies häufig während seiner Moderation. Am 7. April 2022 heirateten Carmella und er in Florida.

## Erfolge und Ehrungen
- 1 Pro Wrestling
  - 1PW Heavyweight Championship (1×)[15]
- Absolute Intense Wrestling
  - AIW Absolute Championship (1×)[2]
- Ballpark Brawl
  - Natural Heavyweight Championship (1×)
- Far North Wrestling
  - FNW Heavyweight Championship (1×)[2]
- Florida Championship Wrestling
  - FCW Florida Tag Team Championship (1×) – mit Jake Carter[16]
- Funkin' Conservatory
  - FC Tag Team Championship (1×) – mit Chris Cage
- International Wrestling Cartel
  - IWC Heavyweight Championship (1×)[4]
  - IWC Super Indy Championship (1×)[4]
- Pro Wrestling Illustrated
  - Platz 118 der besten Wrestler laut PWI 500 (2013)[17]
- Pro Wrestling ZERO1
  - Zero-One United States Heavyweight Championship (2×)[18]
- Union of Independent Professional Wrestlers
  - UIPW Keystone Cruiserweight Championship (1×)[2]
- World Wrestling Entertainment
  - NXT Tag Team Championship (1×) – mit Adrian Neville[19]
  - WWE 24/7 Championship (1×)

## Moderationen
- seit 2014: WWE NXT
- 2014: Raw Pre-Show
- 2015: WWE Battleground
- 2015: NXT TakeOver: Brooklyn
- 2015: WWE Culture Shock
- 2015: WWE Royal Rumble
- 2015: WWE Fastlane
- 2015: WrestleMania
- 2015: Extreme Rules
- 2015: WWE Payback
- 2015: NXT Takeover: Unstoppable
- 2015: WWE Elimination Chamber
- 2015: Money in the Bank
- 2015: WWE Night of Champions
- 2015: SummerSlam
- 2015: NXT Takeover: Respect
- 2015: WWE Hell in a Cell
- 2015: WWE TLC Tables, Ladders & Chairs
- 2015: NXT TakeOver: London
- seit 2016: WWE Raw
- 2016: Cruiserweight Classics
- 2016: Royal Rumble
- 2016: WWE Fastlane
- 2016: WrestleMania
- 2016: NXT TakeOver: The End
- 2016: Money in the Bank
- 2016: WWE SummerSlam
- 2016: Survivor Series (2016)
- 2016: WWE Payback
- 2016: WWE Extreme Rules
- 2016: WWE Battleground
- 2016: Clash of the Champions
- seit 2017: WWE Smackdown
- 2017: NXT TakeOver: San Antonio
- 2017: WWE Royal Rumble
- 2017: WWE Fastlane
- 2017: WrestleMania
- 2017: WWE Payback
- 2017: WWE Great Balls of Fire
- 2017: SummerSlam
- 2017: WWE Extreme Rules
- 2017: WWE Hell in a Cell
- 2017: WWE No Mercy

## Filmografie
- 2011: Königreich der Gladiatoren (Kingdom of Gladiators)
- 2017: WWE: Fight Owens Fight – The Kevin Owens Story (Dokumentarfilm)
- 2020: Mein WWE Main Event (The Main Event)

## Videospiele
- 2015: WWE 2K15 (spielbarer Charakter)